# Volo American Airlines 965
Il volo American Airlines 965 era un volo dall'Aeroporto internazionale di Miami negli Stati Uniti verso Cali in Colombia. Il 20 dicembre 1995, il Boeing 757 che operava il volo si schiantò sulle montagne nei pressi di Guadalajara de Buga. Fu un grave incidente, il peggiore che coinvolse un aereo americano non in suolo statunitense dopo il volo Pan Am 103. Vi furono 159 vittime e 4 sopravvissuti.
L'Unità amministrativa speciale colombiana dell'aeronautica civile ha indagato sull'incidente e ha stabilito che è stato causato da errori di navigazione da parte dell'equipaggio di volo

## Dinamica dell'incidente
Il volo 965 trasportava passeggeri che tornavano in Colombia per le vacanze natalizie, turisti e uomini d'affari. Una tempesta nelle regioni nord-orientali degli Stati Uniti causò il ritardo nella partenza dell'aereo di circa trenta minuti per permettere ai passeggeri che avevano delle coincidenze di imbarcarsi. La congestione stagionale causò un ulteriore ritardo di due ore.
A causa di un attacco dei guerriglieri anti-governativi nel 1992, i controllori di volo di Cali non avevano il radar per monitorare il volo, e i piloti effettuarono l'avvicinamento impiegando la radio e il sistema di avvicinamento strumentale dell'aeroporto. Quest'ultimo impiegava vari radiofari per guidare il pilota attraverso le montagne e le valli che circondano la città. Il sistema di controllo di volo dell'aereo possedeva già le coordinate di questi radiofari e avrebbe dovuto indicare ai piloti la rotta esatta da Miami all'aeroporto di Cali.
Poiché il vento era calmo, i controllori di volo di Cali chiesero ai piloti se volessero effettuare un avvicinamento diretto verso la pista 19, invece dell'avvicinamento indiretto alla pista 01. Quest'ultimo prevedeva un semicerchio attorno all'aeroporto. I piloti acconsentirono, sperando di guadagnare tempo, ma per farlo dovettero reimpostare i dati di volo. Nel farlo cancellarono dalla memoria del computer i radiofari di avvicinamento. Quando il controllore chiese ai piloti di riferire quando fossero passati sopra il radiofaro di Tulua, esso non era più presente nella rotta del computer, e quindi iniziarono a cercarlo nelle mappe. Nel frattempo, estesero i freni aerodinamici dell'aereo per rallentarlo e velocizzare la discesa.
Quando trovarono le coordinate di Tulua, l'aereo aveva già oltrepassato quel punto. I piloti tentarono di programmare la navigazione per il radiofaro successivo, Rozo. Tuttavia, quest'ultimo era identificato nelle loro mappe con la lettera R. La Colombia aveva utilizzato l'identificatore R sia per il radiofaro di Rozo che per un radiofaro nei pressi di Bogotà (NDB "Romeo"). Il computer di bordo non indicava il radiofaro di Rozo con l'identificatore R, ma solo con il nome completo "ROZO". Nel caso di nazioni con gli identificatori duplicati, essi erano elencati dal computer di bordo in ordine decrescente a partire dalla città più grande. Il pilota selezionò "R" e scelse il primo identificativo elencato, pensando che fosse Rozo, mentre in realtà selezionò quello di Bogotà. Il computer iniziò la rotta verso Bogotà, facendo virare verso est il velivolo in un semicerchio. I piloti si accorsero dell'errore, e dopo un attimo di smarrimento riposizionarono l'aereo su una rotta verso Rozo. I piloti però non si accorsero che il primo cambiamento di rotta li aveva portati in una valle parallela a quella che dovevano seguire. In questa rotta erano presenti delle montagne che, per via dell'oscurità, restarono nascoste ai piloti fino a quando l'allarme di prossimità del terreno cominciò a suonare. I due piloti diedero potenza e cercarono di rialzare l'aereo ma, nella concitazione del momento, si dimenticarono di retrarre i freni aerodinamici, estesi ancora prima dell'errore di rotta; con i freni estesi l'aereo non fu in grado di riprendere quota e finì per schiantarsi. 

## I superstiti
Delle 163 persone presenti a bordo solo 5 sono sopravvissute. Gonzalo Dussan Monroy, che viaggiava assieme alla famiglia; sua figlia Michelle; suo figlio Gonzalito, che però, gravemente ferito, morì in ospedale; Mercedes Ramirez Johnson di 21 anni, nel giorno del suo compleanno; Mauricio Reyes di 19 anni.
Tra i superstiti c'era anche un cane, ribattezzato Milagro (in spagnolo "miracolo"), del quale si è preso cura la croce rossa di Cali e in seguito un dipendente dell'American Airlines.

## Indagini
L'incidente è stato analizzato dall'Autorità per l'Aviazione Civile Colombiana (in spagnolo Aeronáutica Civil), coadiuvati dal National Transportation Safety Board (NTSB), come anche da altri enti, inclusi la Federal Aviation Administration, l'Allied Pilots Association, l'American Airlines, la Boeing e la Rolls-Royce Engines.
Dalle indagini è emerso che né il simulatore della base fissa Boeing né il simulatore del sistema di gestione del volo potevano essere retroattivati con i dati rilevati direttamente dal registratore dei dati di volo dell'aereo incidentato (FDR). Poiché i simulatori di volo del 757 non potevano essere azionati all'indietro durante i test, non è stato possibile determinare con precisione se l'aereo avrebbe mancato le cime delle montagne o degli alberi o se gli aerofreni fossero stati retratti durante il tentativo di salita, ma il rapporto finale affermava che se l'equipaggio di volo avesse ritirato gli aerofreni un secondo dopo aver iniziato la manovra di fuga, l'aereo avrebbe potuto salire attraverso una posizione che era di 46 m (150 piedi) sopra il punto di impatto iniziale. Poiché l'aereo avrebbe continuato a salire e avrebbe avuto il potenziale per aumentare la velocità di salita, avrebbe potuto superare gli alberi in cima alla montagna.

### Report Finale
L'Aeronautica Civile rilasciò il suo report finale delle indagini nel Settembre 1996, che fu rilasciato tramite l'NTSB.
In questo report, l'Aeronautica Civile ha determinato che l'incidente è stato causato dall'incapacità dell'equipaggio di volo di pianificare ed eseguire adeguatamente l'avvicinamento alla pista 19 dell'Aeroporto di Cali e il loro uso inadeguato dell'automazione, non hanno interrotto l'avvicinamento a Cali, nonostante i numerosi allarmi che avrebbero potuto avvisarli dell'impossibilità di continuare l'approccio, l'equipaggio ha perso la sua consapevolezza situazionale riguardo la navigazione verticale, la prossimità col terreno e riguardo alla relativa posizione delle radioassistenze critiche ed infine il mancato ripristino della navigazione radio di base nel momento in cui la navigazione assistita dal Flight Management System è diventata confusionaria e ha richiesto un carico di lavoro eccessivo in una fase critica del volo.
l'indagine ha anche trovato alcuni fattori che hanno contribuito all'incidente due sono incentrati sugli errori dei piloti come ad esempio effettuare la manovra evasiva del GPWS con gli aerofreni ancora attivati oppure i continui sforzi dell'equipaggio per accelerare l'avvicinamento e l'atterraggio per evitare potenziali ritardi. Mentre gli altri due fattori invece riguardano il Flight Management System, come ad esempio le logiche dell'FMS nell'eliminazione dal display di tutti i punti di passaggio intermedi quando viene selezionato un avvicinamento diretto o la discrepanza nella denominazione delle informazioni di navigazione tra le carte di navigazione e l'FMS.
L'Aeronautica Civile ha anche incluso nel report delle raccomandazioni di sicurezza date ai diretti interessati. 17 sono state date alla Federal Aviation Administration, 3 sono state date alla Organizzazione internazionale dell'aviazione civile (ICAO) infine 2 erano per l'American Airlines. Gli investigatori in seguito hanno etichettato l'incidente come un evento non sopravvivibile, citando le forze d'impatto e la successiva distruzione dell'aereo.

## Conseguenze
I predatori hanno preso gli inversori di spinta del motore, l'avionica della cabina di pilotaggio e altri componenti del 757 precipitato, utilizzando elicotteri militari e privati colombiani per andare e tornare dal luogo dell'incidente. Molti dei componenti rubati sono riapparsi come parti di aerei non approvati sul mercato nero degli intermediari di ricambi dell'area metropolitana di Miami. In risposta, la American Airlines pubblicò un elenco di 14 pagine in cui erano indicati tutti i pezzi mancanti dell'aereo precipitato. L'elenco includeva i numeri di serie di tutte le parti.
Nel 1997, il giudice distrettuale statunitense Stanley Marcus stabilì che i piloti avevano commesso "condotta dolosa"; la sentenza si applicava all'American Airlines, che rappresentava i piloti morti. La sentenza del giudice è stata successivamente revocata nel giugno 1999 dalla Corte d'Appello degli Stati Uniti ad Atlanta, che ha anche ribaltato il verdetto della giuria e ha dichiarato che il giudice del caso aveva torto nell'emettere una constatazione di colpa nei confronti dei piloti, un ruolo che avrebbe dovuto essere riservato solo alla giuria.
American Airlines ha risolto numerose cause legali intentate contro di essa dalle famiglie delle vittime dell'incidente. American Airlines ha intentato una causa per "reclamo di terze parti" per contributo contro Jeppesen e Honeywell, che hanno creato il database del computer di navigazione e non hanno incluso le coordinate di Rozo sotto l'identificatore "R"; il caso è stato processato presso il tribunale distrettuale degli Stati Uniti per il distretto meridionale della Florida a Miami. Al processo, American Airlines ha ammesso di avere una certa responsabilità legale per l'incidente. Honeywell e Jeppesen hanno sostenuto ciascuno di non avere alcuna responsabilità legale per l'incidente. Nel giugno 2000, la giuria ha ritenuto che Jeppesen fosse colpevole per il 30% dell'incidente, Honeywell per il 10% e American Airlines per il 60%.
Nel 1996 fu introdotto un sistema avanzato di allarme di prossimità al suolo (EGPWS) che avrebbe potuto prevenire l’incidente.
Dal 2002, gli aerei in grado di trasportare più di sei passeggeri devono essere dotati di un avanzato sistema di allarme per la consapevolezza del terreno.
Da ottobre 2023, American Airlines ha continuato a operare sulla rotta Miami-Cali, come volo American Airlines 919 e volo American Airlines 921, entrambi operati da aerei Boeing 737 MAX 8.

## Il volo American Airlines 965 nei media
L'incidente del volo 965 della American Airlines è stato analizzato nell'episodio Disastro sulla montagna della seconda stagione del documentario Indagini ad alta quota trasmesso da National Geographic Channel.